# Mehrstufenklasse
Unter einer Mehrstufenklasse versteht man eine Schulklasse, in der Kinder unterschiedlicher Schulstufen gemeinsam von einer Lehrkraft unterrichtet werden. Ursprünglich war dies die Unterrichtsform, die in kleineren Gemeinden mit geringer Schülerzahl verwendet wurde. Diese Klassen waren als Abteilungsunterricht organisiert. Heutzutage findet die Mehrstufenklasse großen Anklang, auch in größeren Ballungsräumen wie Wien. Die Wiener Reformpädagogischen Mehrstufenklassen  existieren in Wien bereits seit 1997.
Eine Kombination mit Integrationsklassen ist möglich und wird auch eingesetzt. Um im Schulalltag den Unterricht von Kindern unterschiedlicher Entwicklungsstufen handhaben zu können, bietet sich die so genannte Freiarbeit an. In jedem Fall aber weisen die heutigen Mehrstufenklassen methodische Merkmale der Reformpädagogik auf.